# Royale Union Saint-Gilloise
Royale Union Saint-Gilloise ([y.njɔ̃ sɛ̃.ʒil.waz]), viết tắt thành Union SG hoặc USG, gọi đơn giản không chính thức là Union, là một câu lạc bộ bóng đá Bỉ ban đầu tọa lạc tại thành phố Saint-Gilles ở Brussels, mặc dù kể từ những năm 1920 câu lạc bộ có trụ sở tại sân vận động Joseph Marien ở đô thị Forest lân cận.
Câu lạc bộ này là một trong những đội bóng thành công nhất trong lịch sử của bóng đá Bỉ. Họ đã giành được 11 chức vô địch Bỉ từ năm 1904 đến năm 1935, khiến họ trở thành câu lạc bộ Bỉ thành công nhất trước thế chiến II. Màu áo đội bóng là màu xanh lam và màu vàng.
Vào ngày 13 tháng 3 năm 2021, sau khi đánh bại đối thủ địa phương R.W.D. Molenbeek, Union đã được thăng hạng trở lại giải vô địch hạng A quốc gia Bỉ, đánh dấu lần xuất hiện đầu tiên của đội ở hạng đấu bóng đá hàng đầu sau 48 năm. Trong năm tiếp theo, họ đã kết thúc ở vị trí đầu bảng xếp hạng ở cuối mùa giải chính, là câu lạc bộ đầu tiên trong lịch sử bóng đá Bỉ làm được điều này một mùa giải sau khi thăng hạng lên hạng cao nhất. Union sau đó kết thúc ở vị trí á quân ở play-off tranh chức vô địch, giành vé lọt vào Champions League lần đầu tiên trong lịch sử câu lạc bộ và sau khi bị loại ở vòng loại thứ ba, họ giành một suất ở vòng bảng của Europa League.

## Các cầu thủ

### Đội hình hiện tại
Tính đến ngày 17 tháng 1 năm 2024
Ghi chú: Quốc kỳ chỉ đội tuyển quốc gia được xác định rõ trong điều lệ tư cách FIFA. Các cầu thủ có thể giữ hơn một quốc tịch ngoài FIFA.
| Số | VT | Quốc gia    | Cầu thủ                          |
| -- | -- | ----------- | -------------------------------- |
| 1  | TM | Áo          | Heinz Lindner (cho mượn từ Sion) |
| 4  | TV | Na Uy       | Mathias Rasmussen                |
| 5  | HV | Argentina   | Kevin Mac Allister               |
| 7  | TĐ | Bỉ          | Elton Kabangu                    |
| 8  | TV | Bờ Biển Ngà | Jean Thierry Lazare              |
| 9  | TĐ | Đức         | Dennis Eckert                    |
| 10 | TV | Madagascar  | Loïc Lapoussin                   |
| 11 | TĐ | Đức         | Henok Teklab                     |
| 13 | TĐ | Ecuador     | Kevin Rodríguez                  |
| 14 | TM | Thụy Điển   | Joachim Imbrechts                |
| 16 | HV | Anh         | Christian Burgess                |
| 17 | TĐ | Phần Lan    | Casper Terho                     |
| 19 | HV | Bỉ          | Guillaume François               |

| Số | VT | Quốc gia               | Cầu thủ                    |
| -- | -- | ---------------------- | -------------------------- |
| 21 | TV | Bỉ                     | Alessio Castro-Montes      |
| 23 | TV | Thụy Sĩ                | Cameron Puertas            |
| 24 | TV | Bỉ                     | Charles Vanhoutte          |
| 26 | HV | Anh                    | Ross Sykes                 |
| 27 | HV | Cộng hòa Dân chủ Congo | Noah Sadiki                |
| 28 | HV | Nhật Bản               | Koki Machida               |
| 29 | TĐ | Thụy Điển              | Gustaf Nilsson             |
| 47 | TĐ | Algérie                | Mohamed Amoura             |
| 48 | HV | Bỉ                     | Fedde Leysen               |
| 49 | TM | Luxembourg             | Anthony Moris (đội trưởng) |
| 53 | TM | Serbia                 | Slaviša Brisaković         |
| 64 | TV | Bỉ                     | Nathan Huygevelde          |
| 85 | HV | Bỉ                     | Arnaud Dony                |

### Cho mượn
Ghi chú: Quốc kỳ chỉ đội tuyển quốc gia được xác định rõ trong điều lệ tư cách FIFA. Các cầu thủ có thể giữ hơn một quốc tịch ngoài FIFA.
| Số | VT | Quốc gia | Cầu thủ                                                            |
| -- | -- | -------- | ------------------------------------------------------------------ |
| —  | HV | Bỉ       | Viktor Boone (tại Lierse Kempenzonen đến ngày 30 tháng 6 năm 2024) |

## Thành tích

### Trong nước
- Giải bóng đá vô địch quốc gia Bỉ
  - Vô địch (11): 1903–04, 1904–05, 1905–06, 1906–07, 1908–09, 1909–10, 1912–13, 1922–23, 1932–33, 1933–34, 1934–35
  - Á quân (9): 1902–03, 1907–08, 1911–12, 1913–14, 1919–20, 1920–21, 1921–22, 1923–24, 2021–22
- Giải bóng đá hạng nhất quốc gia Bỉ/Challenger Pro League
  - Vô địch (4): 1900–1901, 1950–1951, 1963–64, 2020–21
  - Á quân (1): 1967–68
- Belgian Third Division A
  - Vô địch (2): 1975–76, 1983–84
- Belgian Third Division B
  - Vô địch (1): 2003–04
- Belgian Fourth Division
  - Vô địch (1): 1982-1983
- Cúp bóng đá Bỉ
  - Vô địch (3): 1912–13, 1913–14, 2023–24
- Cúp Jules Pappaert
  - Vô địch (3): 1956, 1976, 2021

### Châu Âu
- Challenge International du Nord
  - Vô địch (3): 1904, 1905, 1907
  - Á quân (1): 1908
- Coupe Van der Straeten Ponthoz
  - Vô địch (3): 1905, 1906, 1907
  - Á quân (1): 1904
- Coupe Jean Dupuich
  - Vô địch (4): 1912, 1913, 1914, 1925
  - Á quân (1): 1908